# Peter Jonas (Intendant)

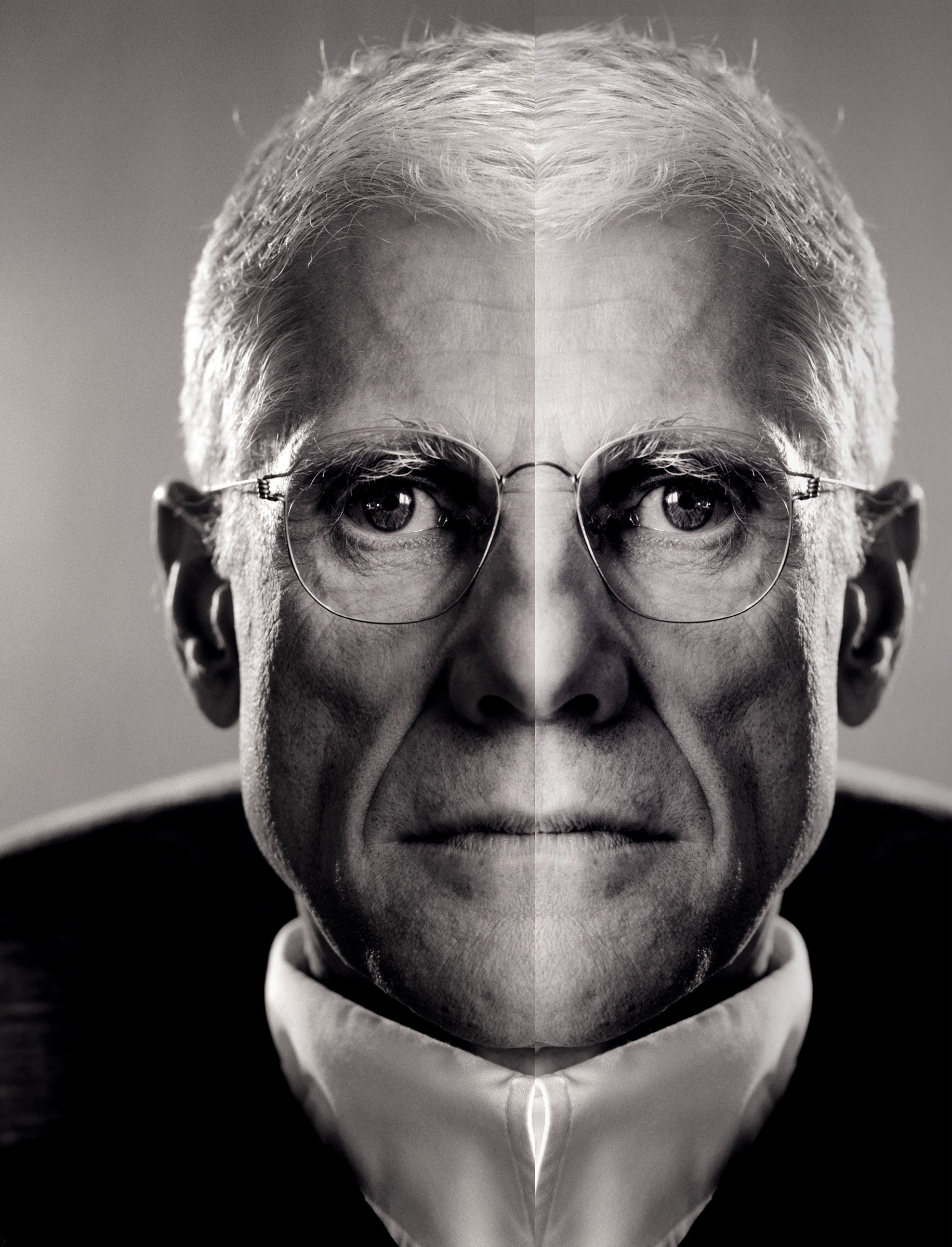
Peter Jonas fotografiert von Oliver Mark, Venedig 2003

Sir John Peter Jonas CBE, FRSA (* 14. Oktober 1946 in London; † 22. April 2020 in München) war ein britischer Kulturmanager und Opernintendant. Er war von 1993 bis 2006 Staatsintendant der Bayerischen Staatsoper.

## Leben
Peter Jonas wurde 1946 als Sohn eines Deutschen und einer Engländerin mit schottischen und spanisch-libanesischen Wurzeln geboren. Er besuchte die Worth School. Danach studierte er zunächst an der University of Sussex Englische Literatur, schwenkte dann aber nach seinem ersten akademischen Grad auf Oper und Musikgeschichte um. Diese beiden Fächer studierte er am Royal Northern College of Music in Manchester und später am Royal College of Music in London. Ein letztes Jahr studierte er an der Eastman School of Music in Rochester (New York).
1974 ging er nach Chicago als Assistent des Generalmusikdirektors Sir Georg Solti, wo er zwei Jahre später künstlerischer Betriebsdirektor des Chicago Symphony Orchestra wurde. In seiner elfjährigen Amtszeit arbeitete er mit vielen bekannten Komponisten, Solisten und Dirigenten zusammen. 1984 wurde er zum Generaldirektor der English National Opera ernannt. Ein Jahr später trat er sein Amt an. In seiner Amtszeit verbesserte sich das internationale Ansehen der National Opera durch neue Stücke im Repertoire und die Aufführung von bekannten Stücken für ein breites Publikum.
Am 1. September 1993 wurde Sir Peter Jonas zum Staatsintendanten der Bayerischen Staatsoper. Dieses Amt hatte er bis August 2006 inne. In dieser Zeit erweiterte er das Repertoire unter anderem um viele Barockopern. Außerdem setzte er sich energisch für das Projekt „Oper für alle“ und für Werke zeitgenössischer Komponisten mit vierzehn Uraufführungen ein. Seine Bemühungen galten stets den Hauptzielen der heutigen Oper: Zugänglichkeit und Qualität. Ab 2005 war er Stiftungsratsmitglied der „Oper in Berlin“ und Beiratsmitglied der Technischen Universität München.
Jonas erlag im April 2020 im Alter von 73 Jahren den Folgen einer längeren Krebserkrankung (Hodgkin-Lymphom).

## Ehrungen und Auszeichnungen
- Fellow of the Royal Society of Arts
- Fellow of the Royal College of Music (1989),
- Commander of the British Empire (1991),
- Verleihung des Titels Knight Bachelor (1999)
- Fellow of the Royal Northern College of Music (2000)
- Bayerischer Verdienstorden (2001)
- Bayerische Verfassungsmedaille in Silber (2001)[4]
- Kultureller Ehrenpreis der Landeshauptstadt München (2003)
- Karl-Valentin-Orden (2006)
- Bayerischer Maximiliansorden für Wissenschaft und Kunst (2008)

## Dokumentation
- Lebenslinien: Ein englischer Ritter im Freistaat – Sir Peter Jonas, Autor: Martin Pfeil, BR Fernsehen 2003, 45 Min.